# 范阳
范阳是中国歷史上，古代的一个地名和行政区划，在今保定市和北京市一带。广义上的范阳有时和幽州通用。

## 沿革
- 秦朝在秦王政21年（前226年）初设范阳县，因在范水之北而得名，在河北省保定市定兴县境内，治所在故城（今定兴县固城镇）。

- 西汉继续为范阳县，新朝更名为顺阴，东汉又称为范阳侯国。

- 三國魏黄初5年（224年）置范阳国，黄初7年（226年）又将涿郡改名为范阳郡，治所在今河北蓟县，辖今北京昌平区、房山区及河北涿州市一带。西晋泰始元年（265年）复置范阳县。北魏时期改回范阳郡。

- 隋开皇元年（581年）改范阳为遒县。

- 唐朝武德7年（624年），涿县改为范阳县。天宝元年（742年）将幽州涿郡改置幽州范阳郡，治所在蓟县，辖境屡变，约在今河北怀安、高碑店以东，抚宁、昌黎以西，霸州、天津以北的地区。原来的幽州节度使更名为范阳节度使。安禄山、史思明后来在这里发动了安史之亂，此地升格為燕京。宝应元年（762年），李怀仙投降唐朝，这里又改回幽州。大历4年（769年），与固安等县自幽州析出，置涿州，以范阳县为治所。

- 中华民国北洋政府于1913年建立了范阳道，属直隶省，治所在今保定清苑县，但第二年范阳道又改名为保定道。

## 有关氏族
范阳一带是很多中国家族的发源地。五胡亂華衣冠南渡后，不少各地氏族都称范阳为祖籍。主要有：
- 卢姓，范陽盧氏为天下冠族。
- 祖姓，范阳祖氏
- 邹姓、简姓、燕姓的堂号为范阳堂，即来源于此。
- 苑姓、邵姓。

## 历代有关官吏
- 秦代范陽縣令徐公
- 唐代范阳节度使安禄山